# Antarcticita
L'antarcticita és un mineral calci poc freqüent, amb la fórmula: CaCl₂(H₂O)₆. Forma cristalls trigonals aciculars incolors. És higroscòpic i té una baixa densitat relativa d'1,715.
Com el seu nom indica, va ser descrit per primera vegada l'any 1965 a l'Antàrtida, on es troba com un precipitat cristal·lí a una salina a l'estany Don Juan. Posteriorment també se n'ha trobat al Bristol Dry Lake, Califòrnia, i al nord de l'illa d'Andros a les Bahames, en estrats de roques evaporites a partir d'aigua marina en columnes, en els anomenats forats blaus. També s'ha observat dins d'inclusions fluides en quars en pegmatites al complex Bushveld de Sud-àfrica. També es troba en associació amb halita, guix i celestina a Dry Lake, Califòrnia.
Un mineral similar és la sinjarita, del qual es diferencia principalment perquè aquest darrer cristal·litza en el sistema tetragonal, i no en el trigonal com l'antarcticita. Tots els exemplars d'hidrofilita, un mineral de clorur de calci desacreditat per la IMA (Associació Mineralògica Internacional), han de ser classificats com antarcticita o sinjarita.
Segons la classificació de Nickel-Strunz, l'antarcticita pertany a «03.BB - Halurs simples, amb H₂O, amb proporció M:X = 1:2» juntament amb els següents minerals: eriocalcita, rokühnita, bischofita, niquelbischofita, sinjarita i taquihidrita.